# Takarmánylucerna
A takarmánylucerna, termesztett lucerna, kék lucerna vagy egyszerűen csak lucerna (Medicago sativa) a pillangósvirágúak családjába tartozó növényfaj. Fontos takarmánynövény.
Évelő növény, 3-12 évig élhet a fajtától és a klímaviszonyoktól függően. Apró lila virágokból álló fürtvirágzata van. Akár egy méter magasra is megnőhet, mélyre nyúló gyökérrendszere akár 4,5 méterig lenyúlhat – ez igen ellenállóvá teszi, különösen a szárazsággal szemben. Tetraploid génállománya van. Autotoxikus, ezért magvai nehezen csíráznak már meglévő lucernaültetvényeken. Ezért javasolt vetésforgóban vetni más fajokkal (búza, kukorica). A gyökerein élő Sinorhizobium meliloti baktériumok segítségével képes megkötni a légköri nitrogént.

## Jellemzése
A lucerna 20–50 cm magas évelő növény. A szára felálló, felegyenesedő. Páratlanul szárnyaltan összetett levelei 3 levélkéből állnak. Hosszúkás-ovális levélkéi csupaszok vagy gyéren szőrözöttek. Fürtvirágzatát 5-10 pillangós virág alkotja. A virágszirmok kékesibolya színűek, a cső felső oldalán 10 porzószál található.

## Gyógyhatása
A lucerna erősítő, roboráló hatású. Mivel C-vitaminban igen gazdag, a skorbut ellen jótékonyan hat. A benne lévő növényi ösztrogéneknek köszönhetően kedvező hatású a tejelválasztásra, továbbá szabályozza a menstruációt. Vízhajtó tulajdonsága is ismert. A lucernakivonat UV-sugárzást szűrő hatású, véd a napszúrás ellen. A kozmetikai iparban bőrtáplálásra és a bőr öregedésének megakadályozására használják.

## Felhasználása
Kevés adat igazolja a lucerna klinikai hatékonyságát. Ugyanakkor a különböző gyógykészítményekben hagyományosan alkalmazzák a fáradtság és a kimerültség kezelésére, a lábadozás meggyorsítására, továbbá a vesekő okozta húgyúti problémákra, ideggyengeségre, valamint a gyermekkori soványságnál. Használják a menstruációs rendellenességek kezelésénél és kedvező hatással van a tejelválasztásra.
A lucerna magja, hasonlón sok más pillangósvirágú növényhez, kanavanint tartalmaz. Ez fehérjét nem alkotó aminosav, amely mérgező hatású, a növény rovarok elleni természetes védekező anyaga. A magasabb rendű élőlényekre, így az emberre is veszélyes lehet. Közönséges makákóknál a rendszeres fogyasztása kísérleti körülmények között gyógyíthatatlan autoimmun betegséget, szisztémás lupus erythematosust váltott ki.